# Craspeduchus uhleri
Craspeduchus uhleri är en insektsart som först beskrevs av Carl Stål 1874.  Craspeduchus uhleri ingår i släktet Craspeduchus och familjen fröskinnbaggar. Inga underarter finns listade i Catalogue of Life.